# Binarville
Binarville település Franciaországban, Marne megyében. Lakosainak száma 87 fő (2022. január 1.). Binarville Apremont, Chatel-Chéhéry, Condé-lès-Autry, Lançon, Servon-Melzicourt és Vienne-le-Château községekkel határos.

## Népesség
A település népességének változása:
| Lakosok száma | 161  | 135  | 143  | 112  | 106  | 106  | 99   | 95   | 94   | 87   |
|               | 1968 | 1982 | 1990 | 2006 | 2013 | 2015 | 2017 | 2019 | 2020 | 2022 |